# Sojuz MS-04
Sojuz MS-04 è un volo astronautico verso la Stazione Spaziale Internazionale (ISS) e parte del programma Sojuz, ed è il 133° volo con equipaggio della navetta Sojuz dal primo volo avvenuto nel 1967. 
 Il 28 ottobre 2016 l'equipaggio della Sojuz MS-04, precedentemente composto da Aleksandr Misurkin, Nikolaj Tichonov e Mark Vande Hei, è stato sostituito con il comandante Jurčichin e l'ingegnere di volo Fischer a causa della decisione di Roscosmos di ridurre i propri cosmonauti presenti sulla ISS fino al lancio del modulo russo Nauka.

## Equipaggio
| Ruolo               | Equipaggio al lancio                                 | Equipaggio all'atterraggio                           |
| ------------------- | ---------------------------------------------------- | ---------------------------------------------------- |
| Comandante          | Fëdor Jurčichin, Roscosmos Expedition 51 Quinto volo | Fëdor Jurčichin, Roscosmos Expedition 51 Quinto volo |
| Ingegnere di volo 1 | Jack Fischer, NASA Expedition 51 Primo volo          | Jack Fischer, NASA Expedition 51 Primo volo          |
| Ingegnere di volo 2 | N/D                                                  | Peggy Whitson, NASA Expedition 52 Terzo volo         |

## Equipaggio di riserva
| Ruolo               | Equipaggio                                 | Equipaggio                                 |
| ------------------- | ------------------------------------------ | ------------------------------------------ |
| Comandante          | Sergej Rjazanskij, Roscosmos Expedition 51 | Sergej Rjazanskij, Roscosmos Expedition 51 |
| Ingegnere di volo 1 | Randolph Bresnik, NASA Expedition 51       | Randolph Bresnik, NASA Expedition 51       |